# Bozzolo
Bozzolo és un municipi situat al territori de la província de Màntua, a la regió de la Llombardia, (Itàlia).
Bozzolo limita amb els municipis de Acquanegra sul Chiese, Calvatone, Marcaria, Rivarolo Mantovano, San Martino dall'Argine i Tornata.

## Història
El nom de la vila derivaria de Buoso, fill del comte Bosó, marques d'Este. No consta el nom que portava antigament però ja existia en temps del rei Desideri (rei 756-774) quan era un agregat d'habitacles sota advocació de Santa Maria de la Gironde, destrinada a colònia agrícola regida per monjos benedictins.
Vers l'any 1000 va passar a comtes rurals, el primer del qual fou Hug (Ugo) fill d'Zdalbert II d'Este. Un temps després va passar a mans dels Cavalcabo i va començar a adquirir mes importància ("non ignoble oppidum"). Va tenir diversos senyors fins que el 1334 va passar als Gonzaga. Durant anys la van disputar els Gonzaga, Visconti, Cavalcabò i Belotti. El 1425 va passar a Joan Francesc Gonzaga, que va crear el feu de Sabbioneta i Bozzolo, deixant-lo en herència a la seva mort el 1444 al seu fill jove a Carles Gonzaga, que al morir a Ferrara el 1456 el va llegar al seu fill Ugolotto que va morir sense fills passant al germà gran de Carles Gonzaga, Ludovic o Francesc Ludovic (Ludovic III el Turc de Màntua, mort el 1478) que va deixar un feu format per Gazzuolo, San Martino, Rivarolo, Commessaggio, Sabbioneta, Pomponesco, Isola Dovarese i Ostiano), autònom respecte als Gonzaga de Màntua i dependent només de l'Imperi, al seu segon fill Joan Francesc (II) mort el 1496. La successió fou la següent:
- 1479-1496 	Joan Francesc 	(1443-1496) Sabionetta i Bozzolo
- 1496-1527 	Frederic 	(1480-1527) (senyor de Bozzolo, Rivarolo, San Martino i Isola Dovarese)
- 1527-1529 	Pirrus I 	(1490-1529)[3]
- 1529-1540 	Ludovic 	(1480-1540) comte de Sabbioneta
- 1540-1591 	Vespasià I 	(1531-1591) comte, marquès, príncep i duc de Sabbioneta, marquès d'Ostiano, comte de Rodigo
- 1591-1592 	Pirrus II 	(1540-1592) feu imperial[4]
- 1591-1609 	Juli Cèsar 	(1552-1609) (germà)
- 1609-1668 	Anibal Escipió 	(1602-1668) (nebot)[5]
- 1668-1673 Ferran (1643-1673) (fill)
- 1673-1703 Joan Francesc (1646-1703) (germà) (+ sense descendents)
- El 1703 passa a la línia de Mantua i el 1708 a la de Guastalla.

1703-1708 Carles III de Màntia
1708-1714 	Vincenç I de Guastalla	(1634-1714)
1714-1729 	Antoni Ferrant 	(1687-1729)
1729-1746 	Josep Maria I 	(1690-1746)
Van reunir els títols següents: 
- Senyors, comtes i prínceps de San Martino
- Marquesos i després prínceps de Gazzuolo
- Senyors i després comtes de Pomponesco
- Marquesos de Pomaro
- Marquesos d'Ostiano
- Senyors de Dosolo i Commessaggio
- Senyors d'Isola Dovarese
- Senyors de Rivarolo
- Comtes de Rodigo

El 1594, Bozzolo la població fou elevada a vila. Vespasià Gonzaga va construir un castell al lloc i Juli Cèsar va fundar el 1599 l'anomenat Hotel de la Moneda, que va funcionar fins al 1666.
El 1746 fou transferida a sobirania d'Àustria, que va haver d'entregar a canvi un plat d'or anual als Gonzaga. Després va formar part de la república Cisalpina i del Regne d'Itàlia retornant el 1815 a Àustria amb tota la Llombardia i el Venet. El 1866 va passar a Itàlia.

## Galeria

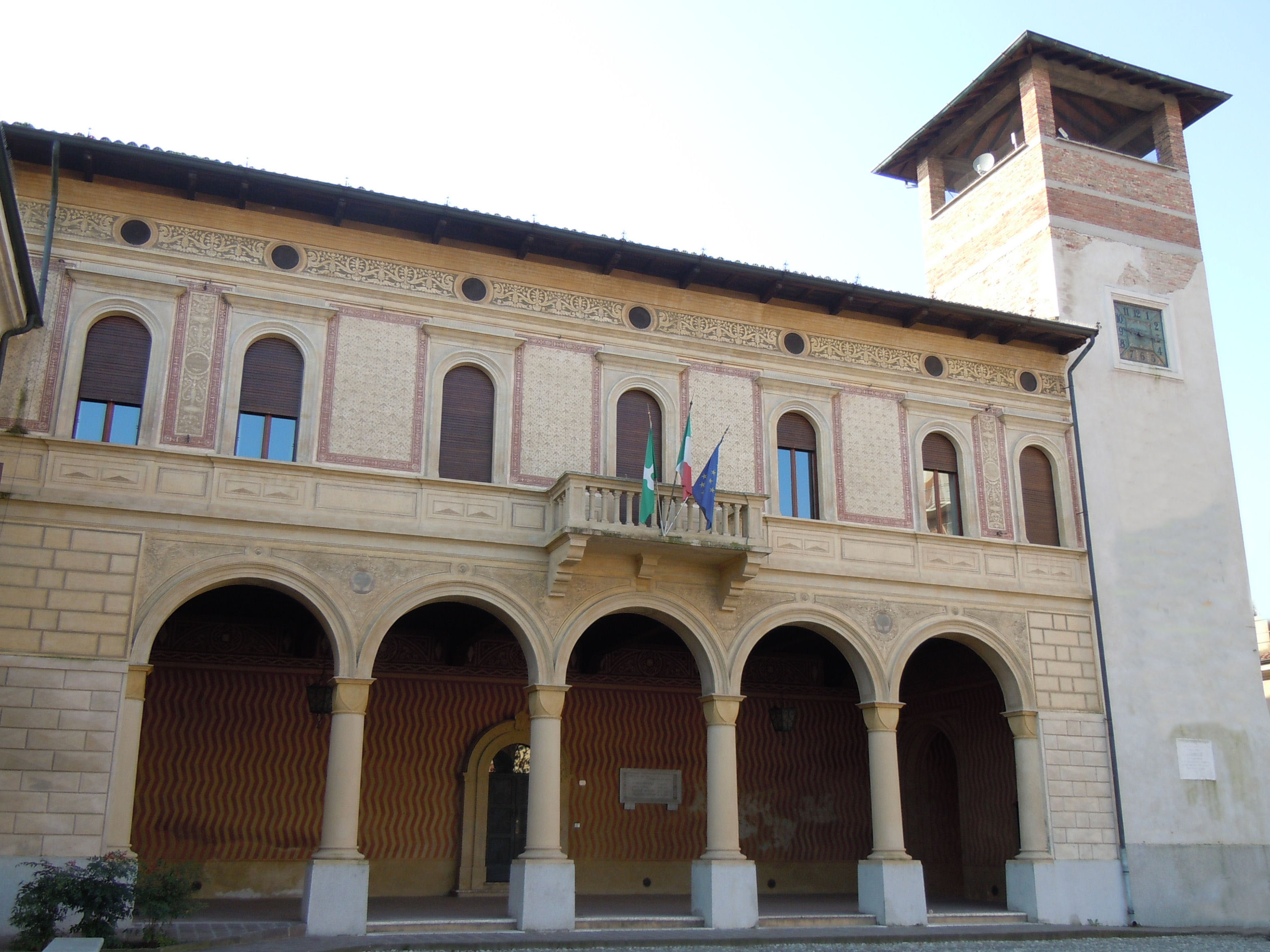
Palau municipal
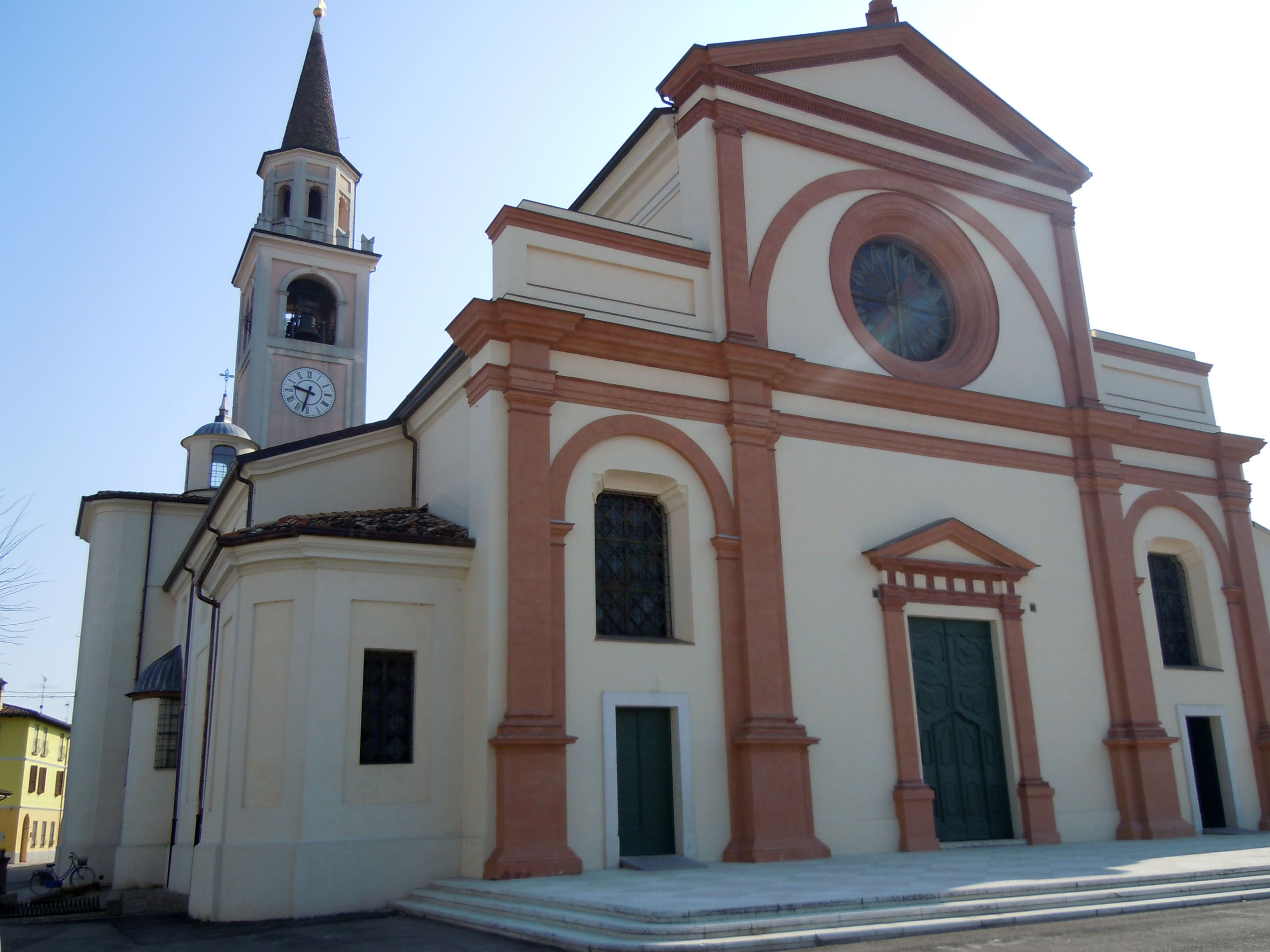
Església de S.Pere
Localització de Bozzolo a la província de Màntua